# Texaco/Havoline 200 1994
Texaco/Havoline 200 1994 var ett race som var den fjortonde deltävlingen i PPG IndyCar World Series 1994. Racet kördes den 11 september på Road America. Jacques Villeneuve tog sin första seger i IndyCar-karriären, efter att ha passerat både Paul Tracy och Al Unser Jr. i samband med den sista omstarten, och sedan hållit undan för Unser mot slutet av tävlingen. Unser säkrade en välförtjänt andra titel genom sin andra plats. Unser hade varit säsongens dominanta förare, och med två tävlingar kvar att köra kunde ingen matematiskt hämta in hans försprång.

## Slutresultat
| Plats | Förare              | Team                     | Grid | Kvaltid  |
| ----- | ------------------- | ------------------------ | ---- | -------- |
| 1     | Jacques Villeneuve  | Forsythe/Green Racing    | 2    | 1.45,988 |
| 2     | Al Unser Jr.        | Marlboro Team Penske     | 4    | 1.46,196 |
| 3     | Emerson Fittipaldi  | Marlboro Team Penske     | 9    | 1.47,739 |
| 4     | Teo Fabi            | Jim Hall Racing          | 15   | 1.48,595 |
| 5     | Adrián Fernández    | Galles Racing            | 6    | 1.46,695 |
| 6     | Raul Boesel         | Dick Simon Racing        | 10   | 1.47,754 |
| 7     | Scott Goodyear      | Walker Racing            | 14   | 1.48,449 |
| 8     | Stefan Johansson    | Bettenhausen Motorsports | 19   | 1.49,095 |
| 9     | Bobby Rahal         | Rahal-Hogan Racing       | 16   | 1.48,648 |
| 10    | Scott Sharp         | PacWest Racing           | 13   | 1.48,390 |
| 11    | Dominic Dobson      | PacWest Racing           | 12   | 1.48,372 |
| 12    | Christian Danner    | Project Indy             | 21   | 1.49,609 |
| 13    | Nigel Mansell       | Newman/Haas Racing       | 3    | 1.46,016 |
| 14    | Hiro Matsushita     | Dick Simon Racing        | 27   | 1.52,392 |
| 15    | Giovanni Lavaggi    | Leader Cards Racing      | 28   | 1.52,769 |
| 16    | Mario Andretti      | Newman/Haas Racing       | 7    | 1.47,474 |
| 17    | Michael Andretti    | Chip Ganassi Racing      | 20   | 1.49,068 |
| 18    | Paul Tracy          | Marlboro Team Penske     | 1    | 1.45,516 |
| 19    | Maurício Gugelmin   | Chip Ganassi Racing      | 25   | 1.50,407 |
| 20    | Mike Groff          | Rahal-Hogan Racing       | 18   | 1.48,969 |
| 21    | Marco Greco         | Arciero Racing           | 29   | 1.53,553 |
| 22    | Arie Luyendyk       | Indy Regency Racing      | 17   | 1.48,758 |
| 23    | Alessandro Zampedri | Dale Coyne Racing        | 26   | 1.51,296 |
| 24    | Willy T. Ribbs      | Walker Racing            | 24   | 1.50,361 |
| 25    | Robby Gordon        | Walker Racing            | 5    | 1.46,916 |
| 26    | Mark Smith          | Walker Racing            | 8    | 1.47,477 |
| 27    | Eddie Cheever       | A.J. Foyt Enterprises    | 11   | 1.48,019 |
| 28    | Jimmy Vasser        | Hayhoe Racing            | 22   | 1.49,274 |
| 29    | Franck Fréon        | Euromotorsport           | 30   | 1.57,951 |
| 30    | Claude Bourbonnais  | McCormack Motorsports    | 23   | 1.50,296 |

Följande förare kvalificerade sig inte:
- Ross Bentley